# Хмельницька школа мистецтв «Райдуга»

## Загальні відомості
Хмельницька школа мистецтв «Райдуга» заснована рішенням десятої сесії Хмельницької міської ради № 14 від 12.02.2003 року. Відповідно до закон Україну «Про освіту», «Про позашкільну освіту», Положення про мистецьку школу, затвердженого наказом Міністерства культури України від 09.08.2018 р. № 686 та рішення сесії Хмельницької міської ради від 21.04.2021 р. № 32 перейменовано Хмельницьку дитячу школу мистецтв «Райдуга» у Хмельницьку школу мистецтв «Райдуга». Нова редакція Статуту затверджена рішенням сесії Хмельницької міської ради від 21.04.2021 р. №32.
Станом на 1 січня 2023 року контингент школи складає 510 учнів, з яких 390 – учні бюджетного контингенту та 120 учнів навчаються на засадах самоокупності.
Освітній процес у закладі здійснюють 40 викладачів, серед яких «викладачі-методисти» – 7 чол., 4 викладачі мають педагогічне звання «старший викладач». Згідно Наказу Міністерства культури України від 09.08.2018 р. № 686, з 01.09.2018 р. навчання в школі розпочато за освітніми програмами елементарного підрівня з подальшим впровадженням середнього (базового) та поглибленого підрівнів початкової мистецької освіти. 
За час існування школу закінчили 478 учнів. В рамках Програми підтримки обдарованих дітей міста 25 учнів школи, починаючи з 2005 року, стали стипендіатами Хмельницької міської ради та троє учнів - Хмельницької обласної державної адміністрації.
Хмельницькою школою мистецтв «Райдуга» за підтримки Управління культури і туризму Хмельницької міської ради проводяться мистецькі конкурси:
- Всеукраїнський конкурс творчих колективів викладачів мистецьких шкіл "Музична палітра" (2011, 2014, 2016, 2018, 2020, 2022);
- Всеукраїнський  конкурс бандурного мистецтва  "І задзвеніли струни..." (2016,2018, 2020, 2022);
- Всеукраїнський конкурс дитячих художніх робіт «Портрет моєї матусі» (2017, 2019, 2021, 2023). Конкурси проводяться раз на два роки.

## Творчі колективи
В школі успішно працюють учнівські колективи:
- "зразковий" ансамбль сучасного танцю "Купава", керівники Катерина Москалюк та Марина Франківська;
- "зразковий" фольклорний ансамбль "Вербиця", керівник Ірина Мазурек, концертмейстер Юрій Йовенко;
- "зразкова" капела бандуристів «Гречаники», керівник Оксана Вдовіна;
- "зразковий" дитячий хор "Райдуга", керівник Аліна Севак, концертмейстер Анна Олійник;
- вокальний ансамбль "Райдуга", керівник Аліна Севак;
- ансамбль скрипалів, керівник Галина Новицька;
- камерний ансамбль, керівник Юлія Ворохта;
- хор учнів інструментальних класів, керівник Ольга Захарчук;
- дует флейтистів, керівник Надія Лавренчук;
- ансамбль гітаристів, керівник Олександра Галкіна;
- ансамбль гітаристів, керівник Анастасія Ільчук;
- ансамбль народної пісні «Джерельце», керівник Тетяна Міцель;
- дует віолончелістів, керівник Юлія Ворохта;
- ансамбль віолончелістів;
- дует скрипалів, керівник Галина Новицька;
- тріо бандуристів "Конвалія", керівник Ольга Слободян;
- дует бандуристів, керівник Оксана Вдовіна;
- вокальний ансамбль, керівник Ірина Красовська;
- вокальний дует, керівник Аліна Севак.

Постійно діючими творчими колективами викладачів школи є:
- вокальний ансамбль «Консонанс» – керівник Ірина Красовська;
- фортепіанний дует у складі Анни Олійник та Вікторії Василець;
- інструментальний ансамбль «Канцона» – керівник Олександра Галкіна,
- дует гітаристів у складі Олександри Галкіної та Анастасії Ільчук.

## Адміністрація
Директор — Бондар Олена Борисівна, викладач класу фортепіано, «спеціаліст вищої  категорії», «викладач-методист»
Заступник директора з навчально-виховної роботи — Красовська Ірина Василівна, викладач класу естрадного співу, «спеціаліст вищої категорії», «викладач-методист», кандидат мистецтвознавства.

## Структура школи
Музичне відділення:  фортепіано, скрипка, віолончель, контрабас, бандура, гітара, сопілка, флейта, саксофон, кларнет. баян, акордеон, ударні інструменти, сольний спів (академічний, естрадний, народний), хоровий спів, клас народної музики;
Художнє відділення: образотворче та декоративно – прикладне мистецтво;
Хореографічне відділення: сучасний танець;
Групи на засадах самоокупності: естетичного розвитку дітей, підготовчого класу хореографії та підготовчого класу образотворчого мистецтва,.